# Vägarnas kung
Vägarnas kung är en norsk stumfilm (drama, komedi) från 1926. Filmen regisserades av Leif Sinding och i huvudrollen som resande Franz Joseph ses Haakon Hjelde.

## Handling
En resande utger sig för att var den nya länsmannen i en liten bygd. Han stjäl allt han kommer över, men gör också så att två unga älskande får varandra.

## Rollista
- Haakon Hjelde – Franz Joseph, resande
- Anna-Brita Ryding – Ragnhild
- Ulf Selmer – Knut Øverbø
- Einar Rose – Per Storflaten
- Martin Linge – Ola
- Ragnvald Wingar – Jens Brødlaus, jordbrukare
- Marie Hedemark	 – hans fru
- Mally Haaland – Signors, deres datter
- Ranveig Aasgaard – Marit, tjänsteflicka
- Ellen Astrup – huldra
- Helga Rydland – resandekvinna
- Robert Sperati – Haugkallen
- Ellen Sinding – dansare
- Maina Claes – dansare

## Om filmen
Vägarnas kung var Leif Sindings andra långfilmsregi efter debuten med Himmeluret (1925). Till skillnad från föregångaren regisserades filmen av Sinding ensam. Den bygger på Ludvig Müllers pjäs Den nye lensmanden och producerades av bolaget Svalefilm med Sinding som produktionsledare. Arthur Thorell fotade och klippte filmen tillsammans med Sinding. Arthur Barking var scenograf. Film hade norsk premiär den 6 september 1926 och svensk premiär den 8 augusti 1927 i Stockholm. Filmens norska originaltitel Den nye lensmannen hade då bytts ut mot svenska Vägarnas kung.
Filmen var en många filmer att producerades i Norge under 1920-, 1930- och 1940-talen där romer spelar en central roll i berättelsen. Precis som i övriga filmer framställs folkgruppen i huvudsakligen negativ dager.